# Виллегас, Жасмин Мари
Жасмин Мари Виллегас (англ. Jasmine Marie Villegas; известная как Жасмин Ви, англ. Jasmine V; род. 7 декабря 1993, США) — американская R&B и поп-певица. В возрасте 15 лет, в ноябре 2009 года, подписала контракт с Epic Records. С этого момента начала записывать свой дебютный альбом, выход которого назначен на первую половину 2012 года. Выход альбома отложен до весны 2014. С сентября по декабрь 2010 выступала на разогреве у Justin Bieber в My World Tour.

## Детство и начало карьеры
Жасмин Виллегас (Jasmine Villegas) — американская r&b-певица и актриса с филиппинскими и мексиканскими корнями. Её голос сравнивают с голосами Уитни Хьюстон и Алиши Кис. У неё 8 синглов на официальном сайте на MySpace.
В 15 лет Жасмин пригласили в Сан-Хосе, однако сейчас она живёт в Лос-Анджелесе.
Жасмин стала одной из самых «набираемых» знаменитостей в Google (после того, как спела национальный гимн Star-Spangled Banner перед боксерским матчем между филиппинским боксером Manny «Pacman» Pacquiao и мексиканским Мануэлем Маркесом «The Hitman» Hatton в MGM Grand Garden Arena). Этот гимн транслировали по PPV; аудитория составила более 100 миллионов.
В 15 лет Жасмин отнюдь не выглядела как дива, но все изменилось, когда девушка выросла на целых 11 дюймов.
Жасмин никогда не брала уроки вокала, однако её природные способности к пению только усиливаются. Сейчас девушка продолжает совершенствовать своё мастерство. Её вокальный диапазон составляет 3 октавы.
Благодаря её харизматичности Жасмин называют «ангелом со взрослой душой».
Жасмин начала туры в возрасте 11 лет и за последние 18 месяцев провела более 200 шоу. В таком юном возрасте она — уже очень опытный выступающий. Также Жасмин работала с LA’s Best, в 18 лет она познакомилась с Аяной Суюншалиевой по твиттеру, она сказала, что хочет дуэт с ней. Сейчас работает с Big Brother Big Sisters, Boys and Girls Club of America, Special Olympics, Aspira Foster Care.
Амбициозность и талант помогли девушке прославиться. Она принимала участие в рекламе Target National, Mary Kate and Ashley, American Girl, Levi’s, Hilary Duff, Robinsons May, Macys, Mervyns, Girl Scouts, Sparklets Drinking Water, Kohls. Жасмин также была гостем в Disney’s "That’s So Raven, " Touchstone Pictures’ «My Wife and Kids». Снималась в клипах Кани Уэста «Jesus Walks» и Frankie J. ‘s «How To Deal», «Baby».

## Личная жизнь
С 2014 по 2018 год Виллегас встречалась с блогером Ронни Бэнксом. У бывшей пары есть дочь — Амира Рейн Элоиз Хаккет (род. 19 февраля 2016).
В настоящее время Виллегас встречается с Омаром Амиром. У пары есть сын — Зейн Амир (род. 17 мая 2020).

## Дискография
20 сентября 2011 года вышел её микстейп S(he) Be(Lie)ve(d).
10 ноября 2014 года вышел дебютный мини — альбом «That’s Me Right There».

## Фильмография

### Фильмы и сериалы
| Год  | Русское название             | Оригинальное название | Роль       |
| ---- | ---------------------------- | --------------------- | ---------- |
| 2003 | Моя жена и дети              | My Wife and Kids      | Рашель     |
| 2004 | Угроза Матрицы               | Threat Matrix         | Доктор № 1 |
| 2004 | Съёмки в рекламе Хилари Дафф | Stuff by Hilary Duff  | девушка    |
| 2006 | Девять                       | The Nine              | Тиффани    |
| 2007 | Такая Рейвен                 | That’s So Raven       | Петти      |